# FA Cup 2023/24
Der FA Cup 2023/24 (Sponsorname: The Emirates FA Cup) war die 143. Austragung des weltweit ältesten Fußballpokalturniers The Football Association Challenge Cup, oder FA Cup. Diese Pokalsaison begann mit 732 Vereinen.
Der Pokalwettbewerb hat am 5. August 2023 mit der Extra-Vorrunde begonnen und mit dem Finale im Wembley Stadium in London am 25. Mai 2024 geendet.
Manchester United setzte sich im Finale mit 2:1 gegen Stadtrivale Manchester City durch.

## Kalender
| Runde                      | Datum              | Spiele | Vereine   | Neueinstiege | Prämien                                  |
| -------------------------- | ------------------ | ------ | --------- | ------------ | ---------------------------------------- |
| Extra-Vorrunde             | 5. August 2023     | 208    | 732 → 524 | 416          | Sieger: £1.125 Verlierer: £375           |
| Vorrunde                   | 19. August 2023    | 136    | 524 → 388 | 64           | Sieger: £1.444 Verlierer: £481           |
| Erste Qualifikationsrunde  | 2. September 2023  | 112    | 388 → 276 | 88           | Sieger: £2.250 Verlierer: £750           |
| Zweite Qualifikationsrunde | 16. September 2023 | 80     | 276 → 196 | 48           | Sieger: £3.375 Verlierer: £1.125         |
| Dritte Qualifikationsrunde | 30. September 2023 | 40     | 196 → 156 | keine        | Sieger: £5.625 Verlierer: £1.875         |
| Vierte Qualifikationsrunde | 14. Oktober 2023   | 32     | 156 → 124 | 24           | Sieger: £9.375 Verlierer: £3.125         |
| Erste Hauptrunde           | 4. November 2023   | 40     | 124 → 84  | 48           | £41.000                                  |
| Zweite Hauptrunde          | 2. Dezember 2023   | 20     | 84 → 64   | keine        | £67.000                                  |
| Dritte Hauptrunde          | 6. Januar 2024     | 32     | 64 → 32   | 44           | £105.000                                 |
| Vierte Hauptrunde          | 27. Januar 2024    | 16     | 32 → 16   | keine        | £120.000                                 |
| Fünfte Hauptrunde          | 28. Februar 2024   | 8      | 16 → 8    | keine        | £225.000                                 |
| Viertelfinale              | 16. März 2024      | 4      | 8 → 4     | keine        | £450.000                                 |
| Halbfinale                 | 20./21. April 2024 | 2      | 4 → 2     | keine        | Sieger: £1.000.000 Verlierer: £500.000   |
| Finale                     | 25. Mai 2024       | 1      | 2 → 1     | keine        | Sieger: £2.000.000 Verlierer: £1.000.000 |

## Modus
Der FA Cup wird in Runden ausgespielt. Teilnehmen kann jede Mannschaft, die ein bestimmtes Leistungsniveau hat und ein angemessenes Spielfeld besitzt. Die Paarungen jeder Runde werde in einer offenen Auslosung ohne Setzliste ausgelost. Die zuerst gezogene Mannschaft hat Heimrecht. Endet das Spiel unentschieden, findet ein Rückspiel auf dem Platz der anderen Mannschaft statt. Endet das Rückspiel ebenfalls unentschieden, geht das Spiel in die Verlängerung bzw. ins Elfmeterschießen. Dieser Modus gilt bis zur vierten Hauptrunde. Ab der fünften Hauptrunde gibt es nur ein Spiel, das ggf. durch Verlängerung und Elfmeterschießen entschieden wird.
Einige Mannschaften sind von bestimmten Runden freigestellt:
- In der zweiten Qualifikationsrunde kommen die Mannschaften der National League North/South (6. Spielklasse des englischen Ligabetriebes) hinzu.
- In der vierten Qualifikationsrunde kommen die Mannschaften der National League (5. Spielklasse des englischen Ligabetriebes) hinzu.
- In der ersten Hauptrunde kommen die Mannschaften der League 1 und 2 der Football League (3. und 4. Spielklasse des englischen Ligabetriebes) hinzu.
- In der dritten Hauptrunde am ersten Januarwochenende kommen die Mannschaften des Football League Championship (2. Spielklasse des englischen Ligabetriebes) und der Premier League (1. Spielklasse des englischen Ligabetriebes) hinzu.

Die Halbfinalspiele und das Finale finden im Wembley-Stadion statt.
Jeder Sieger erhält eine Prämie aus den Fernsehgeldern, die nach Runden gestaffelt ist.

## Hauptrunde

### Erste Hauptrunde
In der ersten Hauptrunde traten die jeweils 24 Mannschaften der Football League One und der Two in den Wettbewerb ein. Die Auslosung der Begegnungen fand am 15. Oktober 2023 statt. Die Spiele fanden zwischen dem 3. und 5. November 2023 statt; die Wiederholungsspiele zwischen dem 14. November und 12. Dezember 2023.
| Datum                       |                            | Ergebnis |                                |
| --------------------------- | -------------------------- | -------- | ------------------------------ |
| 3. November 2023, 19:45 GMT | FC Barnsley (III)          | 3:3      | FC Horsham (VII)               |
| 3. November 2023, 19:45 GMT | Sheppey United (VIII)      | 1:4      | FC Walsall (IV)                |
| 4. November 2023, 13:30 GMT | Northampton Town (III)     | 1:3      | AFC Barrow (IV)                |
| 4. November 2023, 15:00 GMT | Alfreton Town (VI)         | 2:0      | FC Worthing (VI)               |
| 4. November 2023, 15:00 GMT | Bolton Wanderers (III)     | 4:0      | Solihull Moors (V)             |
| 4. November 2023, 15:00 GMT | Bradford City (IV)         | 1:2      | Wycombe Wanderers (III)        |
| 4. November 2023, 15:00 GMT | Bristol Rovers (III)       | 7:2      | Whitby Town (VII)              |
| 4. November 2023, 15:00 GMT | Cambridge United (III)     | 2:1      | Bracknell Town (VII)           |
| 4. November 2023, 15:00 GMT | Chesham United (VII)       | 0:2      | Maidstone United (VI)          |
| 4. November 2023, 15:00 GMT | FC Chester (VI)            | 0:0      | York City (V)                  |
| 4. November 2023, 15:00 GMT | Curzon Ashton (VI)         | 0:1      | FC Barnet (V)                  |
| 4. November 2023, 15:00 GMT | Doncaster Rovers (IV)      | 2:2      | Accrington Stanley (IV)        |
| 4. November 2023, 15:00 GMT | FC Eastleigh (V)           | 5:1      | FC Boreham Wood (V)            |
| 4. November 2023, 15:00 GMT | Exeter City (III)          | 0:2      | Wigan Athletic (III)           |
| 4. November 2023, 15:00 GMT | FC Hereford (VI)           | 0:2      | FC Gillingham (IV)             |
| 4. November 2023, 15:00 GMT | Leyton Orient (III)        | 3:1      | Carlisle United (III)          |
| 4. November 2023, 15:00 GMT | Lincoln City (III)         | 1:2      | FC Morecambe (IV)              |
| 4. November 2023, 15:00 GMT | FC Marine (VII)            | 1:5      | Harrogate Town (IV)            |
| 4. November 2023, 15:00 GMT | AFC Newport County (IV)    | 2:0      | Oldham Athletic (V)            |
| 4. November 2023, 15:00 GMT | Notts County (IV)          | 3:2      | Crawley Town (IV)              |
| 4. November 2023, 15:00 GMT | Oxford United (III)        | 2:0      | Maidenhead United (V)          |
| 4. November 2023, 15:00 GMT | Peterborough United (III)  | 2:2      | Salford City (IV)              |
| 4. November 2023, 15:00 GMT | Port Vale (III)            | 0:0      | Burton Albion (III)            |
| 4. November 2023, 15:00 GMT | FC Ramsgate (VIII)         | 2:1      | FC Woking (V)                  |
| 4. November 2023, 15:00 GMT | FC Reading (III)           | 3:2      | Milton Keynes Dons (IV)        |
| 4. November 2023, 15:00 GMT | Scarborough Athletic (VI)  | 1:1      | Forest Green Rovers (IV)       |
| 4. November 2023, 15:00 GMT | Shrewsbury Town (III)      | 3:2      | Colchester United (IV)         |
| 4. November 2023, 15:00 GMT | FC Stevenage (III)         | 4:3      | Tranmere Rovers (IV)           |
| 4. November 2023, 15:00 GMT | Stockport County (IV)      | 5:1      | Worksop Town (VII)             |
| 4. November 2023, 15:00 GMT | Sutton United (IV)         | 2:1      | AFC Fylde (V)                  |
| 4. November 2023, 15:00 GMT | Swindon Town (IV)          | 4:7      | Aldershot Town (V)             |
| 4. November 2023, 15:00 GMT | AFC Wimbledon (IV)         | 5:1      | Cheltenham Town (III)          |
| 4. November 2023, 15:00 GMT | Yeovil Town (VI)           | 3:2      | FC Gateshead (V)               |
| 4. November 2023, 17:45 GMT | FC Bromley (V)             | 0:2      | FC Blackpool (III)             |
| 4. November 2023, 19:45 GMT | Mansfield Town (IV)        | 1:2      | AFC Wrexham (IV)               |
| 5. November 2023, 12:15 GMT | FC Chesterfield (V)        | 1:0      | FC Portsmouth (III)            |
| 5. November 2023, 14:00 GMT | Kidderminster Harriers (V) | 1:2      | Fleetwood Town (III)           |
| 5. November 2023, 14:00 GMT | Slough Town (VI)           | 1:1      | Grimsby Town (IV)              |
| 5. November 2023, 14:45 GMT | Crewe Alexandra (IV)       | 2:2      | Derby County (III)             |
| 5. November 2023, 17:30 GMT | Charlton Athletic (III)    | 1:1      | Cray Valley Paper Mills (VIII) |

Wiederholungsspiele
| Datum                        |                                | Ergebnis              |                           |
| ---------------------------- | ------------------------------ | --------------------- | ------------------------- |
| 14. November 2023, 19:30 GMT | FC Horsham (VII)               | 13:0 1                | FC Barnsley (III)         |
| 14. November 2023, 19:45 GMT | Accrington Stanley (IV)        | 1:2 n. V.             | Doncaster Rovers (IV)     |
| 14. November 2023, 19:45 GMT | Burton Albion (III)            | 0:2                   | Port Vale (III)           |
| 14. November 2023, 19:45 GMT | Derby County (III)             | 1:3                   | Crewe Alexandra (IV)      |
| 14. November 2023, 19:45 GMT | Grimsby Town (IV)              | 7:2                   | Slough Town (VI)          |
| 14. November 2023, 19:45 GMT | Salford City (IV)              | 4:4 n. V. (4:5 i. E.) | Peterborough United (III) |
| 14. November 2023, 19:45 GMT | York City (V)                  | 2:1                   | FC Chester (VI)           |
| 15. November 2023, 19:45 GMT | Cray Valley Paper Mills (VIII) | 1:6                   | Charlton Athletic (III)   |
| 12. Dezember 2023, 19:45 GMT | Scarborough Athletic (VI)      | 22:4 2                | Forest Green Rovers (IV)  |

### Zweite Hauptrunde
Die Partien der zweiten Hauptrunde wurden am 5. November 2023 ausgelost. Die Spiele fanden zwischen dem 1. und 19. Dezember 2023 statt; die Wiederholungsspiele am 12. und 13. Dezember 2023.
| Datum                          |                           | Ergebnis |                          |
| ------------------------------ | ------------------------- | -------- | ------------------------ |
| 1. Dezember 2023, 19:45 GMT    | Notts County (IV)         | 2:3      | Shrewsbury Town (III)    |
| 1. Dezember 2023, 19:45 GMT    | York City (V)             | 0:1      | Wigan Athletic (III)     |
| 2. Dezember 2023, 15:00 GMT    | Bolton Wanderers (III)    | 5:1      | Harrogate Town (IV)      |
| 2. Dezember 2023, 15:00 GMT    | Cambridge United (III)    | 4:0      | Fleetwood Town (III)     |
| 2. Dezember 2023, 15:00 GMT    | FC Gillingham (IV)        | 2:0      | Charlton Athletic (III)  |
| 2. Dezember 2023, 15:00 GMT    | Maidstone United (VI)     | 2:1      | AFC Barrow (IV)          |
| 2. Dezember 2023, 15:00 GMT    | AFC Newport County (IV)   | 1:1      | FC Barnet (V)            |
| 2. Dezember 2023, 15:00 GMT    | Oxford United (III)       | 2:0      | Grimsby Town (IV)        |
| 2. Dezember 2023, 15:00 GMT    | Peterborough United (III) | 2:1      | Doncaster Rovers (IV)    |
| 2. Dezember 2023, 15:00 GMT    | FC Stevenage (IV)         | 1:1      | Port Vale (III)          |
| 2. Dezember 2023, 15:00 GMT    | Sutton United (IV)        | 3:0      | FC Horsham (VII)         |
| 2. Dezember 2023, 15:00 GMT    | Wycombe Wanderers (III)   | 0:2      | FC Morecambe (IV)        |
| 3. Dezember 2023, 13:30 GMT    | FC Eastleigh (V)          | 2:1      | FC Reading (III)         |
| 3. Dezember 2023, 14:00 GMT    | Aldershot Town (V)        | 2:2      | Stockport County (IV)    |
| 3. Dezember 2023, 14:00 GMT    | FC Chesterfield (V)       | 1:0      | Leyton Orient (III)      |
| 3. Dezember 2023, 15:45 GMT    | AFC Wrexham (IV)          | 3:0      | Yeovil Town (VI)         |
| 4. Dezember 2023, 19:45 GMT    | AFC Wimbledon (IV)        | 5:0      | FC Ramsgate (VIII)       |
| 5. Dezember 2023, 19:45 GMT 1  | Alfreton Town (VI)        | 0:0      | FC Walsall (IV)          |
| 12. Dezember 2023, 19:45 GMT 1 | Crewe Alexandra (IV)      | 2:4      | Bristol Rovers (III)     |
| 19. Dezember 2023, 19:45 GMT 2 | FC Blackpool (III)        | 3:0      | Forest Green Rovers (IV) |

Wiederholungsspiele
| Datum                        |                       | Ergebnis              |                         |
| ---------------------------- | --------------------- | --------------------- | ----------------------- |
| 12. Dezember 2023, 19:45 GMT | FC Barnet (V)         | 1:4                   | AFC Newport County (IV) |
| 12. Dezember 2023, 19:45 GMT | Port Vale (III)       | 3:3 n. V. (3:4 i. E.) | FC Stevenage (IV)       |
| 12. Dezember 2023, 19:45 GMT | FC Walsall (IV)       | 1:0                   | Alfreton Town (VI)      |
| 13. Dezember 2023, 19:45 GMT | Stockport County (IV) | 0:1                   | Aldershot Town (V)      |

### Dritte Hauptrunde
In dieser Runde traten die 20 Mannschaften der Premier League und die 24 Teams der Football League Championship in den Wettbewerb ein. Die Partien der dritten Hauptrunde wurden am 3. Dezember 2023 ausgelost. Sie fanden zwischen dem 4. und 8. Januar 2024 statt. Die Wiederholungsspiele wurden am 16. und 17. Januar 2024 ausgetragen.
| Datum                     |                           | Ergebnis |                             |
| ------------------------- | ------------------------- | -------- | --------------------------- |
| 4. Januar 2024, 20:00 GMT | Crystal Palace (I)        | 0:0      | FC Everton (I)              |
| 5. Januar 2024, 19:15 GMT | FC Brentford (I)          | 1:1      | Wolverhampton Wanderers (I) |
| 5. Januar 2024, 19:30 GMT | FC Fulham (I)             | 1:0      | Rotherham United (II)       |
| 5. Januar 2024, 20:00 GMT | Tottenham Hotspur (I)     | 1:0      | FC Burnley (I)              |
| 6. Januar 2024, 12:30 GMT | Coventry City (II)        | 6:2      | Oxford United (III)         |
| 6. Januar 2024, 12:30 GMT | Maidstone United (VI)     | 1:0      | FC Stevenage (III)          |
| 6. Januar 2024, 12:30 GMT | FC Millwall (II)          | 2:3      | Leicester City (II)         |
| 6. Januar 2024, 12:30 GMT | AFC Wimbledon (IV)        | 1:3      | Ipswich Town (II)           |
| 6. Januar 2024, 12:45 GMT | AFC Sunderland (II)       | 0:3      | Newcastle United (I)        |
| 6. Januar 2024, 15:00 GMT | Blackburn Rovers (II)     | 5:2      | Cambridge United (III)      |
| 6. Januar 2024, 15:00 GMT | FC Gillingham (IV)        | 0:4      | Sheffield United (I)        |
| 6. Januar 2024, 15:00 GMT | Hull City (II)            | 1:1      | Birmingham City (II)        |
| 6. Januar 2024, 15:00 GMT | AFC Newport County (IV)   | 1:1      | FC Eastleigh (V)            |
| 6. Januar 2024, 15:00 GMT | Norwich City (II)         | 1:1      | Bristol Rovers (III)        |
| 6. Januar 2024, 15:00 GMT | Plymouth Argyle (II)      | 3:1      | Sutton United (IV)          |
| 6. Januar 2024, 15:00 GMT | Queens Park Rangers (II)  | 2:3      | AFC Bournemouth (I)         |
| 6. Januar 2024, 15:00 GMT | FC Southampton (II)       | 4:0      | FC Walsall (IV)             |
| 6. Januar 2024, 15:00 GMT | Stoke City (II)           | 2:4      | Brighton & Hove Albion (I)  |
| 6. Januar 2024, 15:00 GMT | FC Watford (II)           | 2:1      | FC Chesterfield (V)         |
| 6. Januar 2024, 17:30 GMT | FC Chelsea (I)            | 4:0      | Preston North End (II)      |
| 6. Januar 2024, 17:30 GMT | FC Middlesbrough (II)     | 0:1      | Aston Villa (I)             |
| 6. Januar 2024, 17:30 GMT | Sheffield Wednesday (II)  | 4:0      | Cardiff City (II)           |
| 6. Januar 2024, 17:30 GMT | Swansea City (II)         | 2:0      | FC Morecambe (IV)           |
| 7. Januar 2024, 14:00 GMT | Luton Town (I)            | 0:0      | Bolton Wanderers (III)      |
| 7. Januar 2024, 14:00 GMT | Manchester City (I)       | 5:0      | Huddersfield Town (II)      |
| 7. Januar 2024, 14:00 GMT | Nottingham Forest (I)     | 2:2      | FC Blackpool (III)          |
| 7. Januar 2024, 14:00 GMT | Peterborough United (III) | 0:3      | Leeds United (II)           |
| 7. Januar 2024, 14:00 GMT | Shrewsbury Town (III)     | 0:1      | AFC Wrexham (IV)            |
| 7. Januar 2024, 14:00 GMT | West Bromwich Albion (II) | 4:1      | Aldershot Town (V)          |
| 7. Januar 2024, 14:00 GMT | West Ham United (I)       | 1:1      | Bristol City (II)           |
| 7. Januar 2024, 16:30 GMT | FC Arsenal (I)            | 0:2      | FC Liverpool (I)            |
| 8. Januar 2024, 20:15 GMT | Wigan Athletic (III)      | 0:2      | Manchester United (I)       |

Wiederholungsspiele
| Datum                      |                             | Ergebnis  |                         |
| -------------------------- | --------------------------- | --------- | ----------------------- |
| 16. Januar 2024, 19:30 GMT | Wolverhampton Wanderers (I) | 3:2 n. V. | FC Brentford (I)        |
| 16. Januar 2024, 19:45 GMT | Birmingham City (II)        | 2:1       | Hull City (II)          |
| 16. Januar 2024, 19:45 GMT | Bolton Wanderers (III)      | 1:2       | Luton Town (I)          |
| 16. Januar 2024, 19:45 GMT | Bristol City (II)           | 1:0       | West Ham United (I)     |
| 16. Januar 2024, 19:45 GMT | FC Eastleigh (V)            | 1:3       | AFC Newport County (IV) |
| 17. Januar 2024, 19:45 GMT | FC Blackpool (III)          | 2:3 n. V. | Nottingham Forest (I)   |
| 17. Januar 2024, 19:45 GMT | Bristol Rovers (III)        | 1:3       | Norwich City (II)       |
| 17. Januar 2024, 19:45 GMT | FC Everton (I)              | 1:0       | Crystal Palace (I)      |

### Vierte Hauptrunde
Die Auslosung für die vierte Hauptrunde fand am 8. Januar 2024 statt. Die Spiele wurden zwischen dem 25. und dem 29. Januar 2024 ausgetragen. Die Wiederholungsspiele fanden am 6. und 7. Februar 2024 statt.
| Datum                      |                           | Ergebnis |                             |
| -------------------------- | ------------------------- | -------- | --------------------------- |
| 25. Januar 2024, 19:45 GMT | AFC Bournemouth (I)       | 5:0      | Swansea City (II)           |
| 26. Januar 2024, 19:45 GMT | Bristol City (II)         | 0:0      | Nottingham Forest (I)       |
| 26. Januar 2024, 19:45 GMT | FC Chelsea (I)            | 0:0      | Aston Villa (I)             |
| 26. Januar 2024, 19:45 GMT | Sheffield Wednesday (II)  | 1:1      | Coventry City (II)          |
| 26. Januar 2024, 20:00 GMT | Tottenham Hotspur (I)     | 0:1      | Manchester City (I)         |
| 27. Januar 2024, 12:30 GMT | Ipswich Town (II)         | 1:2      | Maidstone United (VI)       |
| 27. Januar 2024, 15:00 GMT | FC Everton (I)            | 1:2      | Luton Town (I)              |
| 27. Januar 2024, 15:00 GMT | Leeds United (II)         | 1:1      | Plymouth Argyle (II)        |
| 27. Januar 2024, 15:00 GMT | Leicester City (II)       | 3:0      | Birmingham City (II)        |
| 27. Januar 2024, 15:00 GMT | Sheffield United (I)      | 2:5      | Brighton & Hove Albion (I)  |
| 27. Januar 2024, 19:00 GMT | FC Fulham (I)             | 0:2      | Newcastle United (I)        |
| 28. Januar 2024, 11:45 GMT | West Bromwich Albion (II) | 0:2      | Wolverhampton Wanderers (I) |
| 28. Januar 2024, 14:00 GMT | FC Watford (II)           | 1:1      | FC Southampton (II)         |
| 28. Januar 2024, 14:30 GMT | FC Liverpool (I)          | 5:2      | Norwich City (II)           |
| 28. Januar 2024, 16:30 GMT | AFC Newport County (IV)   | 2:4      | Manchester United (I)       |
| 29. Januar 2024, 19:30 GMT | Blackburn Rovers (II)     | 4:1      | AFC Wrexham (IV)            |

Wiederholungsspiele
| Datum                      |                       | Ergebnis              |                          |
| -------------------------- | --------------------- | --------------------- | ------------------------ |
| 6. Februar 2024, 19:45 GMT | Coventry City (II)    | 4:1                   | Sheffield Wednesday (II) |
| 6. Februar 2024, 19:45 GMT | Plymouth Argyle (II)  | 1:4 n. V.             | Leeds United (II)        |
| 6. Februar 2024, 19:45 GMT | FC Southampton (II)   | 3:0                   | FC Watford (II)          |
| 7. Februar 2024, 19:45 GMT | Nottingham Forest (I) | 1:1 n. V. (5:3 i. E.) | Bristol City (II)        |
| 7. Februar 2024, 20:00 GMT | Aston Villa (I)       | 1:3                   | FC Chelsea (I)           |

### Fünfte Hauptrunde
Die Auslosung für die fünfte Hauptrunde fand am 28. Januar 2024 statt. Die Spiele wurden zwischen dem 26. und 28. Februar 2024 ausgetragen.
| Datum                       |                             | Ergebnis              |                            |
| --------------------------- | --------------------------- | --------------------- | -------------------------- |
| 26. Februar 2024, 19:45 GMT | Coventry City (II)          | 5:0                   | Maidstone United (VI)      |
| 27. Februar 2024, 19:30 GMT | AFC Bournemouth (I)         | 0:1 n. V.             | Leicester City (II)        |
| 27. Februar 2024, 19:45 GMT | Blackburn Rovers (II)       | 1:1 n. V. (3:4 i. E.) | Newcastle United (I)       |
| 27. Februar 2024, 20:00 GMT | Luton Town (I)              | 2:6                   | Manchester City (I)        |
| 28. Februar 2024, 19:30 GMT | FC Chelsea (I)              | 3:2                   | Leeds United (II)          |
| 28. Februar 2024, 19:45 GMT | Nottingham Forest (I)       | 0:1                   | Manchester United (I)      |
| 28. Februar 2024, 19:45 GMT | Wolverhampton Wanderers (I) | 1:0                   | Brighton & Hove Albion (I) |
| 28. Februar 2024, 20:00 GMT | FC Liverpool (I)            | 3:0                   | FC Southampton (II)        |

### Viertelfinale
Die Auslosung für das Viertelfinale fand am 28. Februar 2024 statt. Die Spiele wurden am 16. und 17. März 2024 ausgetragen.
| Datum                    |                             | Ergebnis  |                      |
| ------------------------ | --------------------------- | --------- | -------------------- |
| 16. März 2024, 12:15 GMT | Wolverhampton Wanderers (I) | 2:3       | Coventry City (II)   |
| 16. März 2024, 17:30 GMT | Manchester City (I)         | 2:0       | Newcastle United (I) |
| 17. März 2024, 12:45 GMT | FC Chelsea (I)              | 4:2       | Leicester City (II)  |
| 17. März 2024, 15:30 GMT | Manchester United (I)       | 4:3 n. V. | FC Liverpool (I)     |

### Halbfinale
Die Auslosung für das Halbfinale fand am 17. März 2024 statt. Die Spiele wurden am 20. und 21. April 2024 im Wembley Stadium in London ausgetragen.
| Datum                     |                     | Ergebnis              |                       |
| ------------------------- | ------------------- | --------------------- | --------------------- |
| 20. April 2024, 15:00 BST | Manchester City (I) | 1:0                   | FC Chelsea (I)        |
| 21. April 2024, 15:00 BST | Coventry City (II)  | 3:3 n. V. (2:4 i. E.) | Manchester United (I) |

## Finale
| Manchester City                                             | Manchester City | Manchester United | Manchester United | Aufstellung                                         |
| ----------------------------------------------------------- | --- | --- | ----------------- | --------------------------------------------------- |
| Manchester City                                             | \| 25. Mai 2024 um 15:00 Uhr (BST) in London (Wembley-Stadion) \| \| Ergebnis: 1:2 (0:2) \| \| Zuschauer: 84.814 \| \| Schiedsrichter: Andrew Madley (West Riding of Yorkshire) \| \| Spielbericht \|                                                        | \| 25. Mai 2024 um 15:00 Uhr (BST) in London (Wembley-Stadion) \| \| Ergebnis: 1:2 (0:2) \| \| Zuschauer: 84.814 \| \| Schiedsrichter: Andrew Madley (West Riding of Yorkshire) \| \| Spielbericht \| | Manchester United | Aufstellung Manchester City gegen Manchester United |
| Manchester City                                             | Stefan Ortega – Kyle Walker , John Stones, Nathan Aké (46. Manuel Akanji), Joško Gvardiol – Rodri, Mateo Kovačić (46. Jérémy Doku) – Bernardo Silva, Kevin De Bruyne (56. Julián Álvarez), Phil Foden – Erling Haaland Cheftrainer: Pep Guardiola ( Spanien) | André Onana – Aaron Wan-Bissaka, Raphaël Varane, Lisandro Martínez (73. Jonny Evans), Diogo Dalot – Kobbie Mainoo, Sofyan Amrabat – Alejandro Garnacho (90.+3' Mason Mount), Marcus Rashford (74. Rasmus Højlund) – Bruno Fernandes , Scott McTominay (90.+3' Victor Lindelöf) Cheftrainer: Erik ten Hag ( Niederlande) | Manchester United | Aufstellung Manchester City gegen Manchester United |
| Manchester City                                             | 1:2 Jérémy Doku (87.) | 0:1 Alejandro Garnacho (30.) 0:2 Kobbie Mainoo (39.) | Manchester United | Aufstellung Manchester City gegen Manchester United |
| Manchester City                                             | Julián Álvarez (90.+7') | Kobbie Mainoo (45.), Scott McTominay (90.+5') | Manchester United | Aufstellung Manchester City gegen Manchester United |
| Manchester City                                             | Spieler des Spiels: Kobbie Mainoo (Manchester United) | | Manchester United | Aufstellung Manchester City gegen Manchester United |
| 25. Mai 2024 um 15:00 Uhr (BST) in London (Wembley-Stadion) | | |                   |                                                     |
| Ergebnis: 1:2 (0:2)                                         | | |                   |                                                     |
| Zuschauer: 84.814                                           | | |                   |                                                     |
| Schiedsrichter: Andrew Madley (West Riding of Yorkshire)    | | |                   |                                                     |
| Spielbericht                                                | | |                   |                                                     |